# Federico Sandri Trotti
Federico Sandri Trotti (Fossano, 1582 circa – Fossano, 5 novembre 1646) è stato un vescovo cattolico italiano.

## Biografia
Figlio di Giuseppe Sandri Trotti (*? †1591), alfiere nel 1568 del duca di Savoia Emanuele Filiberto, suo fratello fu il governatore di Fossano il conte Odino Maria Sandri Trotti (*? †1644) e padre di Clemente Ascanio Sandri Trotti, anch'egli vescovo di Fossano.
Federico nacque da un ramo cadetto, i Sandri Trotti appunto, della famiglia nobile Alessandria dei Trotti. Un avo di Federico, Giovanni Trotti, si trasferì nel 1250 a Fossano ed aggiunse al proprio cognome anche Alessandria come città di provenienza. Col tempo mutò in Sandri, il quale venne ora anteposto ora posposto al cognome Trotti. Si stabilì infine in Sandri Trotti.
Fu nominato vescovo di Fossano il 20 dicembre 1627, durante il pontificato di papa Urbano VIII. Il 6 febbraio 1628, nella basilica di Santa Maria Maggiore di Roma, ricevette la consacrazione episcopale da Guido Bentivoglio, cardinale presbitero di Santa Maria del Popolo, e da Giusto Guérin, B., vescovo di Ginevra. Fu vescovo di Fossano fino alla sua morte, avvenuta il 5 novembre 1646.

## Genealogia episcopale
La genealogia episcopale è:
- Arcivescovo Filippo Archinto
- Papa Pio IV
- Cardinale Giovanni Antonio Serbelloni
- Cardinale Carlo Borromeo
- Cardinale Gabriele Paleotti
- Cardinale Ludovico de Torres
- Cardinale Guido Bentivoglio
- Vescovo Federico Sandri Trotti